# Rikki Beadle-Blair
Richard Barrington "Rikki" Beadle-Blair MBE (Camberwell, juliol de 1961) és un actor, director, guionista, dramaturg, cantant, dissenyador, coreògraf, ballarí i compositor britànic. d'origen britànic/antilla. És el director artístic de la companyia de producció multimèdia Team Angelica.
Fou criat a Bermondsey, al sud de Londres, per una mare soltera, Monica Beadle (que va néixer el 1944 a Jamaica). S'havia traslladat a Gran Bretanya quan tenia 12 anys. Rikki es va criar amb un germà, Gary Beadle (també actor, de fama a Eastenders), quatre anys més jove, i una germana, vuit anys més jove. Va assistir a l'Experimental Bermondsey Lamppost Free School de Lois Acton.
Beadle-Blair va ser nomenat Membre de l'Orde de l'Imperi Britànic (MBE) en els Honors d'aniversari de 2016 pels serveis al teatre.

## Obres
- Kick-Off – gener 2009, Riverside Studios
- Fit (tardor de 2008) St Stephen's Edinburgh, Birmingham Rep Theatre, Drill Hall Theatre and Schools in Liverpool, Edinburgh and London
- Home – Tristan Bates Theatre (Juny 2008)
- Touch – Tristan Bates Theatre (Juny 2008)
- Screwface – Tristan Bates Theatre (Juny 2008).
- Familyman – Theatre Royal Stratford East (May 2008, dirigit per Dawn Reid). Text publicat perOberon Books.
- FIT (2007) – National Tour – adaptat per pel·lícula[6]
- Stonewall (2006/7) – adaptació al teatre de la pel·lícula de la BBC.
- Taken In (2005) – Ambientat en una casa d'acollida per a joves sense llar..
- Bashment (2005) –explora la polèmica al voltant de la música reggae dancehall i les conseqüències de les lletres homòfobes - Theatre Royal Stratford East. Text publicat per Oberon Books.
- Totally Practically Naked in My Room on a Wednesday Night (2005) – una nit a la vida de Dylan, de 17 anys, desesperat per perdre la seva virginitat.
- Trilogia South London Passion Plays (Gutted, Laters i Sweet) (2004) – Tristan Bates Theatre
- Captivated (1997) – la història d'un home negre gai empresonat per assassinat. Shane es relaciona amb un amic per correspondència asiàtic que l'escriu com un acte de caritat. L'odi a si mateix de Shane es converteix en un viatge de recerca de l'ànima des de l'engreiment fins a l'auto-reflexió agonitzant i, finalment, la màxima gratitud pel seu amic invisible. Això es va publicar en vídeo (ara suprimit) dirigit per David Squire
- Ask and Tell – homosexualitat i exèrcit
- twothousandandSex – una obra de teatre sobre sexe i sexualitat amb 35 actors, – al Drill Hall Theatre.